# Jeux mondiaux de 2022
Navigation
Wrocław 2017 Chengdu 2025
Les Jeux mondiaux de 2022, onzième édition des Jeux mondiaux, ont eu lieu en 2022 à Birmingham, en Alabama, aux États-Unis. La ville américaine a été choisie aux dépens de Lima, au Pérou, et Oufa, en Russie, en janvier 2015. Environ 4 000 sportifs devraient prendre part aux 37 disciplines au programme.
La compétition initialement prévue du 15 au 25 juillet 2021 est reportée en raison de la pandémie de Covid-19 qui a chamboulé les dates des compétitions internationales ; les Jeux se sont finalement déroulés du 7 au 17 juillet 2022.

## Sélection de la ville hôte
Trois villes se sont déclarées candidates à l'organisation des Jeux mondiaux de 2021 : Lima (Pérou), Oufa (Russie), et Birmingham (États-Unis). Barcelone et Santiago ont également envisagé des offres.
La décision finale a été annoncée le 22 janvier 2015 à Lausanne, attribuant les Jeux Mondiaux 2022 à Birmingham.
Les cérémonies d'ouverture et fermeture des jeux se dérouleront dans le nouveau Protective Stadium.

## Épreuves officielles
De nouvelles disciplines font leur apparition : Course de drones, marathon en canoë, breakdance, fistball féminin, kickboxing et parkour.
Le softball et le racquetball reviennent au programme officiel des Jeux mondiaux.
Le programme officiel est complété par 17 événements additionnels comprennent le duathlon, le flag football (dérivé du football américain), le rugby en fauteuil roulant, le wushu et la crosse masculine.
| Sports artistiques et de danse - Danse sportive (3) - Danse latine - Rock 'n' roll - Standard - Breakdance (2) - Gymnastique - Gymnastique acrobatique (5) - Gymnastique aérobic (4) - Parkour (4) - Gymnastique rythmique (4) - Trampoline et tumbling (4) - Patinage artistique sur roulettes (3) | Sports de balle - Kayak-polo (2) - Flag football (2) - Softball (1) - Fistball (2) - Floorball (1) - Beach handball (2) - Korfball (1) - Lacrosse (2) - Racquetball (2) - Squash (2) - Rugby-fauteuil (1) | Arts martiaux - Ju-jitsu (18) - Duo - Combat - Ne-Waza - Karaté (12) - Kata - Kumite - Kick-boxing (6) - Muay-thaï (12) - Sumo (8) - Wushu (10) | Sports de précision - Tir à l'arc (7) - Tir à l'arc nature - Tir à l'arc sur cible - Billard (4) - Carom - Pool - Snooker - Boules (4) - Lyonnaise - Pétanque - Bowling (4) | Sports de force - Force athlétique (8) - Tir à la corde (3) | Sports tendance - Sports aériens (1) - Course de drones (1) - Canoë-kayak marathon (4) - Ultimate - Sauvetage sportif (16) - Course d'orientation (5) - Escalade (6) - Bloc - Vitesse - Difficulté - Roller - Roller in line hockey (1) - Roller de vitesse (18) - Course sur route - Course sur piste - Duathlon (3) - Nage avec palmes (16) - Ski nautique et Wakeboard (8) - Ski nautique - Wakeboard |

## Nations participantes
En mars 2022, la Russie et la Biélorussie sont exclues des mondiaux à la suite de l'offensive russe en Ukraine à l'instar de la décision du Comité international paralympique pour les Jeux paralympiques d'hiver.
En avril 2022, plus de 110 pays étaient présents pour cette édition, soit un record après les 102 nations ayant pris part à l'édition de Wroclaw en 2017 et 91 à Cali en 2013. Finalement, seules 99 nations seront amenées à concourir.
Dans un contexte de guerre, l'Ukraine a engagé 140 athlètes dans 80 compétitions. À noter qu'une équipe représentant la confédération iroquoise fera partie des huit équipes masculines du tournoi de Crosse, après avoir été initialement exclues.
| - Afghanistan - Arabie saoudite - Azerbaïdjan - Bahreïn - Brunei - Cambodge - Chine - Corée du Sud - Émirats arabes unis - Hong Kong - Inde - Indonésie - Irak - Iran - Israël - Japon | - Jordanie - Kazakhstan - Kirghizistan - Koweït - Malaisie - Mongolie - Népal - Ouzbékistan - Pakistan - Philippines - Qatar - Singapour - Taipei chinois - Thaïlande - Viêt Nam |

| - Allemagne - Autriche - Belgique - Bosnie-Herzégovine - Bulgarie - Croatie - Danemark - Espagne - Estonie - Finlande - France - Grande-Bretagne - Grèce - Hongrie - Irlande - Islande - Italie - Lettonie | - Lituanie - Luxembourg - Macédoine du Nord - Moldavie - Monténégro - Norvège - Pays-Bas - Pologne - Portugal - Roumanie - Serbie - Slovaquie - Slovénie - Suède - Suisse - Tchéquie - Turquie - Ukraine |

## Tableau des médailles
Voici le tableau des médailles de la compétition :
- Pays organisateur

| Rang  | Nation                      | Or  | Argent | Bronze | Total |
| ----- | --------------------------- | --- | ------ | ------ | ----- |
| 1     | Allemagne                   | 24  | 7      | 16     | 47    |
| 2     | États-Unis                  | 16  | 18     | 10     | 44    |
| 3     | Ukraine                     | 16  | 12     | 17     | 45    |
| 4     | Italie                      | 13  | 24     | 12     | 49    |
| 5     | France                      | 11  | 15     | 16     | 42    |
| 6     | Hongrie                     | 11  | 7      | 9      | 27    |
| 7     | Belgique                    | 11  | 4      | 5      | 20    |
| 8     | Japon                       | 10  | 11     | 12     | 33    |
| 9     | Colombie                    | 9   | 10     | 6      | 25    |
| 10    | Chine                       | 9   | 4      | 1      | 14    |
| 11    | Israël                      | 7   | 3      | 4      | 14    |
| 12    | Espagne                     | 6   | 6      | 7      | 19    |
| 13    | Royaume-Uni                 | 6   | 3      | 4      | 13    |
| 14    | Canada                      | 5   | 5      | 5      | 15    |
| 15    | Suisse                      | 5   | 4      | 3      | 12    |
| 16    | Mexique                     | 5   | 2      | 5      | 12    |
| 17    | Danemark                    | 4   | 3      | 3      | 10    |
| 18    | Thaïlande                   | 4   | 3      | 2      | 9     |
| 19    | Suède                       | 3   | 6      | 5      | 14    |
| 20    | Pologne                     | 3   | 5      | 7      | 15    |
| 21    | Pays-Bas                    | 3   | 3      | 4      | 10    |
| 22    | Égypte                      | 3   | 2      | 1      | 6     |
| 23    | Australie                   | 3   | 1      | 2      | 6     |
| 24    | Croatie                     | 2   | 5      | 0      | 7     |
| 25    | Indonésie                   | 2   | 3      | 0      | 5     |
| 26    | Norvège                     | 2   | 2      | 1      | 5     |
| 26    | Serbie                      | 2   | 2      | 1      | 5     |
| 28    | Brésil                      | 2   | 1      | 5      | 8     |
| 28    | Émirats arabes unis         | 2   | 1      | 5      | 8     |
| 30    | Autriche                    | 2   | 1      | 1      | 4     |
| 31    | Cambodge                    | 2   | 0      | 0      | 2     |
| 31    | Viêt Nam                    | 2   | 0      | 0      | 2     |
| 33    | Taipei chinois              | 1   | 6      | 6      | 13    |
| 34    | Grèce                       | 1   | 3      | 4      | 8     |
| 34    | Corée du Sud                | 1   | 3      | 4      | 8     |
| 36    | Portugal                    | 1   | 3      | 1      | 5     |
| 37    | Kazakhstan                  | 1   | 2      | 1      | 4     |
| 38    | Slovénie                    | 1   | 1      | 3      | 5     |
| 39    | Slovaquie                   | 1   | 1      | 2      | 4     |
| 40    | Bulgarie                    | 1   | 1      | 1      | 3     |
| 40    | Nouvelle-Zélande            | 1   | 1      | 1      | 3     |
| 42    | Bahreïn                     | 1   | 1      | 0      | 2     |
| 43    | Hong Kong                   | 1   | 0      | 4      | 5     |
| 44    | Équateur                    | 1   | 0      | 3      | 4     |
| 45    | Azerbaïdjan                 | 1   | 0      | 1      | 2     |
| 45    | Lituanie                    | 1   | 0      | 1      | 2     |
| 47    | Afrique du Sud              | 1   | 0      | 0      | 1     |
| 47    | Algérie                     | 1   | 0      | 0      | 1     |
| 47    | Costa Rica                  | 1   | 0      | 0      | 1     |
| 47    | Moldavie                    | 1   | 0      | 0      | 1     |
| 47    | Philippines                 | 1   | 0      | 0      | 1     |
| 52    | Maroc                       | 0   | 4      | 0      | 4     |
| 53    | Tchéquie                    | 0   | 3      | 3      | 6     |
| 54    | Îles Vierges des États-Unis | 0   | 3      | 1      | 4     |
| 55    | Chili                       | 0   | 2      | 1      | 3     |
| 55    | Venezuela                   | 0   | 2      | 1      | 3     |
| 57    | Argentine                   | 0   | 1      | 2      | 3     |
| 57    | Roumanie                    | 0   | 1      | 2      | 3     |
| 57    | Singapour                   | 0   | 1      | 2      | 3     |
| 60    | Finlande                    | 0   | 1      | 1      | 2     |
| 60    | Kirghizistan                | 0   | 1      | 1      | 2     |
| 60    | Ouzbékistan                 | 0   | 1      | 1      | 2     |
| 63    | Bahamas                     | 0   | 1      | 0      | 1     |
| 63    | Bosnie-Herzégovine          | 0   | 1      | 0      | 1     |
| 63    | Guatemala                   | 0   | 1      | 0      | 1     |
| 63    | Mongolie                    | 0   | 1      | 0      | 1     |
| 63    | Pérou                       | 0   | 1      | 0      | 1     |
| 63    | Qatar                       | 0   | 1      | 0      | 1     |
| 69    | Malaisie                    | 0   | 0      | 2      | 2     |
| 70    | Bolivie                     | 0   | 0      | 1      | 1     |
| 70    | Inde                        | 0   | 0      | 1      | 1     |
| 70    | Panama                      | 0   | 0      | 1      | 1     |
| 70    | Tunisie                     | 0   | 0      | 1      | 1     |
| Total | Total                       | 224 | 221    | 222    | 667   |